# Mimela felschei
Mimela felschei är en skalbaggsart som beskrevs av Friedrich Ohaus 1911. 
Mimela felschei ingår i släktet Mimela och familjen Rutelidae. Inga underarter finns listade i Catalogue of Life.